# Anse Etoile

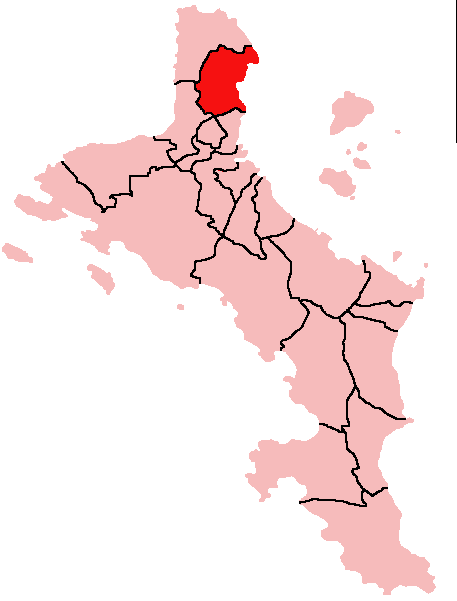
Karte des Distrikts Anse Etoile auf Mahé, Seychellen.

Anse Etoile (dt.: Bucht [des] Sterns) ist ein Verwaltungs-Distrikt der Seychellen auf der Insel Mahé. Der Distrikt grenzt an die hauptstädtischen Distrikte von Greater Victoria im Süden und Osten.

## Geographie

Distrikte der Seychellen

Der Distrikt liegt an der Ostküste des Nordostzipfels von Mahé und wird von den Anhöhen von Glacis im Norden und den Bergen von Beau Vallon (mit der Siedlung Anse Etoile) im Südwesten begrenzt. Die Orte La Gogue, Maldive Village, Ma Constanze und De Quincy liegen in dem nach Osten offenen Tal zwischen den beiden Erhebungen. Nach Süden grenzt außerdem der Distrikt La Rivière Anglaise an und es gibt eine punktuelle Berührung mit dem Distrikt Mont Buxton im Süden.
Die Küstenlinie ist geprägt von den vorgelagerten Inseln.
Der Distrikt hat den ISO 3166-2-Code SC-03.